# Helder Giraldo Bonilla
Helder Fernán Giraldo Bonilla (Ibagué, 31 de diciembre de 1967) es un militar y experto de seguridad colombiano.

## Trayectoria
Nació en Ibagué. Ingresó a la Escuela Militar de Cadetes General José María Córdova. Es profesional en ciencias militares del arma de infantería con especialización en recursos humanos en la Universidad Sergio Arboleda, tiene un pregrado en gerencia de seguridad y análisis sociopolítico de la Escuela de Inteligencia y Contrainteligencia del Ejército. Realizó su maestría en seguridad y defensa nacional de la Escuela Superior de Guerra y un PhD honoris causa en educación del derecho internacional humanitario y derecho internacional de los derechos humanos del Logos International University.
Dentro de las funciones  se destacan el cargo de comandante del Batallón de Comandos Ambrosio Almeida entre 2005-2006, director de la Escuela de Formación de Soldados Profesionales, donde impulsó el fortalecimiento de los derechos humanos, director de la Escuela Militar de Suboficiales Inocencio Chincá entre 2011-2012, donde creó los programas: Tecnología en Promoción y Aplicación del Derecho Internacional Humanitario y los Derechos Humanos en el Contexto Militar; Tecnología en Criminalística de Campo y Tecnología en Gestión Pública; y Tecnología en Logística Militar.
Ostentó el cargo de comandante de la Quinta Brigada, comandante de la Octava División del Ejército Nacional de Colombia y director de la Escuela Superior de Guerra Rafael Reyes Prieto donde promovió la creación del doctorado en Estudios Estratégicos, Seguridad y Defensa. Ocupó el cargo como jefe de Estado Mayor de Operaciones del Ejército y su último cargo antes del nombramiento fue como Inspector General del Ejército Nacional. En 2022 fue designado por el presidente Gustavo Petro como comandante de las Fuerzas Militares de Colombia al 9 de julio de 2024